# Bruja (película)
Bruja es una película  de Argentina filmada en colores dirigida por Marcelo Páez-Cubells sobre el guion de Matías Caruso que se estrenó el 12 de septiembre de 2019 y que tuvo como actores principales a.

## Sinopsis
Desde la antigüedad, la bruja fue siempre sinónimo de lo incómodo dentro del universo femenino, aquello que amenazaba el orden, que debía ser perseguido y aniquilado. Selena, siendo niña, recibe en un bosque la profecía de su destino. Ya adulta y madre soltera, se ve obligada a usar sus poderes cuando una red de prostitución capta a su hija.

## Reparto
Participaron del filme los siguientes intérpretes:
- Erica Rivas...	Selena
- Leticia Brédice	...	Marisa
- Pablo Rago	...	Ricardo
- Rita Cortese...	Abuela
- Miranda de la Serna...	Belén
- Fabián Arenillas...	Comisario Navas
- Guillermo Arengo...	Falsificador
- Pablo Ini... Intendente Di Marco
- Grego Rossello...	Paco
- Juan Grandinetti...	Joaquín
- Maite Lanata...	Fátima
- Nina Mosteirin...	Selena Niña
- Mara Bestelli...	Inspectora
- Susana Varela...	Curandera
- Luz Abraham...	Lorena Di Marco
- María Inés Aldaburu...	Directora
- Marcelo Abbate...	Galíndez
- Diana Szeinblum	...	Damita
- Héctor La Porta...	Almacenero
- Adela Rodríguez Llarens...	Almacenera
- Giannina Coelho...	Rubia cautiva
- Lola Ahumada...	Nikita
- Fiorela Duranda...	Belén niña
- Gonzalo García Luna...	Cabo Dorrego
- Walter Escobar...	Patovica
- José María Tocalino...	Padre de cautiva
- Heloísa Cordero Cardoso...Madre soltera
- Tamara Liberati	...	Tamara
- Julia Márquez	...	Chica Cautiva
- Camila Digiorno	...	Chica Cautiva
- Justina Ceballos	...	Chica Cautiva

## Comentarios
Paula Vázquez Prieto en La Nación escribió:

”La historia se prestaba para el cruce entre un tema de actualidad y la estética artificial de un género: la trata de personas y el cine de terror. Pero en ese intento de alquimia, la película se extravía... la investigación resulta inverosímil, el magnetismo de Érica Rivas está desaprovechado y el sino trágico de la mujer incómoda es normalizado en una madre desesperada. Marcelo Páez Cubells… nunca consigue una puesta en escena oscura y terrorífica, y deja a su película atrapada en una estructura maniquea, con huecos narrativos y desvíos policiales innecesarios.”

Fernando Álvarez dijo en Clarín:

”… un comienzo prometedor al intentar enhebrar el plano esotérico, el thriller y el terror.
... pero no logra mantener la atmósfera inquietante del inicio... la trama... se adivina a priori... el personaje de Leticia Bredice tiene un registro caricaturesco que la aleja de la peligrosidad y no logra ser lo suficientemente amenazante como para formar parte de una organización de trata de personas...Erica Rivas entrega fuego mágico y locura a su antiheroína en esta propuesta que se queda a mitad de camino entre su relectura feminista y el terror.”

## Premios y nominaciones[3]
Delfina de la Cárcova, nominada al Premio Cóndor de Plata 2020 en el rubro "Mejor diseño de vestuario" por el filme Bruja.
Sebastián Roses, nominado al Premio Cóndor de Plata 2020 en el rubro "Mejor Dirección de Arte".
Angela Garacija, nominada al Premio Cóndor de Plata 2020 en el rubro "Mejor Maquillaje y Peluquería".
Canción "Nachoxodem" de Charo Bogarín (Letra e intérprete) y Pablo Sala (Música), nominada al Premio Cóndor de Plata 2020 en el rubro "Mejor Canción Original".